# Inge Lindqvist
Max Inge Valentin Lindqvist (* 13. März 1935 in Köla) ist ein ehemaliger schwedischer Skispringer.

## Werdegang
Lindqvist, der für Köla AIK startete, gab sein internationales Debüt bei der Vierschanzentournee 1957/58. Nach Rang 29 in Oberstdorf und einem enttäuschenden 54. Platz in Garmisch-Partenkirchen landete er mit Rang 18 in Innsbruck auf dem besten Platz bei dieser Tournee. Nachdem er in Bischofshofen nur auf dem 28. Platz landete, beendete er die Tournee auf dem 32. Gesamtrang.
Bei der Nordischen Skiweltmeisterschaft 1958 in Lahti startete er im Einzelspringen und erreichte mit Sprüngen auf 63,5 und 58 Metern den 25. Platz.
Bei den Schwedischen Meisterschaften 1959 gewann Lindqvist seinen ersten und einzigen nationalen Meistertitel.
Nach über einem Jahr internationaler Pause startete er erneut bei der Vierschanzentournee 1959/60. Dabei gelang Lindqvist auf der Großen Olympiaschanze in Garmisch-Partenkirchen mit dem vierten Rang nur knapp ein Platz hinter dem Podest und zudem die beste Einzelplatzierung seiner Karriere. Da er aber in den anderen Springen keine herausragenden Ergebnisse erzielte, reichte es am Ende mit 614,1 Punkten nur zu Rang 30 der Gesamtwertung.
Bei den Olympischen Winterspielen 1960 in Squaw Valley konnte der zwischenzeitlich 24-Jährige Lindqvist nur den 29. Platz erreichen.
Seinen letzten internationalen Start absolvierte Lindqvist bei der Vierschanzentournee 1961/62. In seine erfolgreichste Tournee startete er mit Rang 10 auf der Schattenbergschanze in Oberstdorf. Auch auf der Bergiselschanze konnte er mit Rang 13 überzeugen, bevor er schließlich in Garmisch-Partenkirchen als Siebenter erneut unter die besten zehn sprang. Nachdem er auf der Paul-Außerleitner-Schanze in Bischofshofen noch einmal Rang 24 erreicht hatte, beendete er die Tournee mit 832,5 Punkten auf dem achten Gesamtrang.
Trotz dieses guten Ergebnisses ging Lindqvist bei der Nordischen Skiweltmeisterschaft 1962 in Zakopane nicht an den Start und beendete kurz darauf seine aktive Karriere.

## Erfolge

### Vierschanzentournee-Platzierungen
| Saison  | Platz | Punkte |
| ------- | ----- | ------ |
| 1957/58 | 32.   | 738,6  |
| 1959/60 | 30.   | 614,1  |
| 1961/62 | 08.   | 832,5  |